# Vzpoura Wagnerovy skupiny
Vzpoura Wagnerovy skupiny je označení pro vnitropolitickou vojenskou krizi v Rusku, která započala 23. června 2023. Po déletrvajících sporech s regulérní ruskou armádou během války na Ukrajině zahájila paramilitární Wagnerova skupina vedená Jevgenijem Prigožinem ozbrojenou vzpouru proti vedení ruské armády a ruskému ministerstvu obrany.
Běloruský prezident Alexandr Lukašenko měl, podle agentury RIA Novosti, 24. června 2023 přesvědčit Prigožina k zastavení postupu na Moskvu, stažení Wagnerovců a deeskalaci konfliktu. Podle kremelského mluvčího Peskova mělo být vůči Prigožinovi zastaveno trestní řízení a umožněno mu odjet do Běloruska.

## Pozadí
Wagnerova skupina se účastnila ruské invaze na Ukrajinu, v jejímž průběhu začal narůstat její význam oproti pravidelným ozbrojeným silám Ruska, a objevily se také konflikty mezi jejím vedením a ruským ministrem obrany Sergejem Šojgu, který se snaží paramilitární jednotky bojující na straně Ruska přivést pod kontrolu úřadů. Vůdce Wagnerovců Jevgenij Prigožin občas veřejně kritizoval oficiální orgány a oligarchy.
Vztahy se dále vyostřily v průběhu mnohaměsíčních bojů o Bachmut a 10. června 2023 Šojgu vznesl požadavek aby všichni příslušníci „dobrovolnických útvarů“ do 1. července podepsali kontrakty s ministerstvem obrany, v němž jej 13. června v televizním vysílání podpořil i ruský prezident Vladimir Putin, ale Prigožin tento postup 14. června odmítl.
O přípravě vzpoury věděly USA, jejichž tajné služby se svými poznatky již 21. června 2023 seznámily představitele administrativy a o den později i užší skupinu představitelů Kongresu, ale před Ukrajinou tyto informace tajily. O vzpouře měl podle USA vědět i ruský generál Sergej Surovikin, takže snaha o změnu nejvyššího politického vedení ruské armády měla zřejmě větší podporu, než se v průběhu akce wagnerovců zdálo. CNN obdržela od ruského investigativního centra Dosje dokumenty, podle kterých měl Surovikin u wagnerovců osobní registrační číslo a patřil mezi nejméně 30 ruských vojenských a zpravodajských důstojníků, kteří jsou takzvanými VIP členy Wagnerovy skupiny.

## Průběh

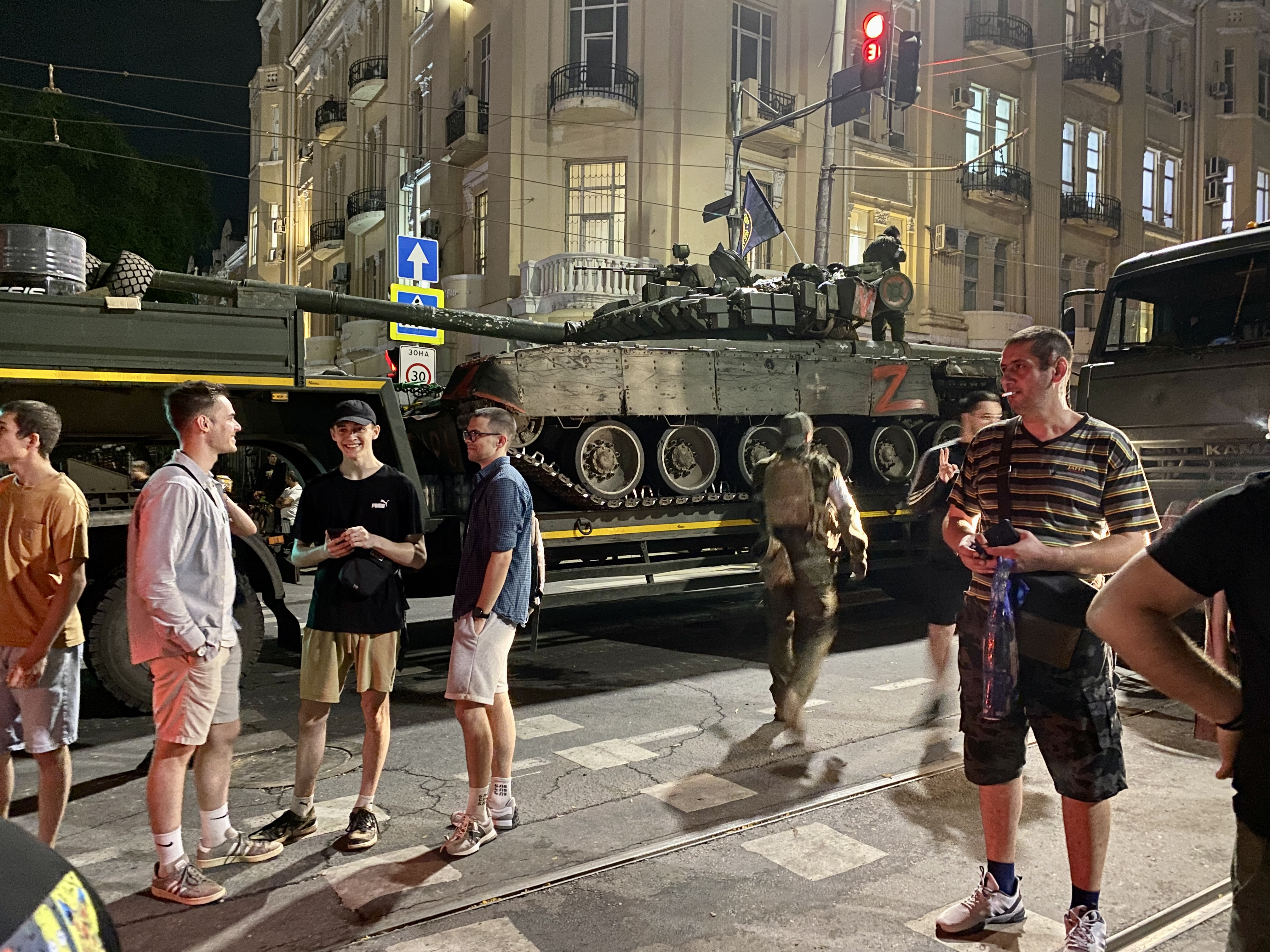
Tank Wagnerovy skupiny v Rostově na Donu.

Eskalace nastala v pátek 23. června a trvala do soboty 24. června 2023.

### 23. června
V pátek obvinil Jevgenij Prigožin ruské ministerstvo obrany a Ozbrojené síly Ruské federace z raketového útoku na tábor jeho žoldáků a prohlásil, že potrestá ty kdo za to nesou odpovědnost. Dále Prigožin prohlásil, že „Ukrajina osm let nebombardovala Doněck, pouze ruské pozice. Ukrajina se nechystala zaútočit na Rusko s vojáky NATO, ruské ministerstvo obrany klame veřejnost i prezidenta. Donbas byl od roku 2014 plundrován Rusy a válka v roce 2022 začala z úplně jiných důvodů, než které byly veřejnosti inzerovány.“ Prigožin výslovně obvinil ze lhaní ruskému prezidentu Vladimiru Putinovi ruského ministra obrany Sergeje Šojgua a náčelníka ruského generálního štábu Valerije Gerasimova. Vyzval Rusy, aby se připojili k (jeho) 25 tisícům bojovníků, kteří se hodlají vypořádat s bezprávím v zemi.
Národní protiteroristický výbor Federální služby bezpečnosti v odpověď oznámil zahájení Prigožinova trestního stíhání u Generální prokuratury Ruské federace podle ustanovení § 279 ruského trestního zákoníku, pojednávajícího o ozbrojené vzpouře.

### 24. června

Postup Wagnerovců při povstání

Dne 24. června vstoupily Wagnerovy jednotky s těžkou technikou do Rostova na Donu a obsadily štábní budovu Jižního vojenského okruhu. Posléze obsadily také klíčové vojenské objekty ve Voroněži. Prigožin nazval svoji akci Pochod spravedlnosti.
V Moskvě, Moskevské oblasti a Voroněžské oblasti byla zavedena protiteroristická opatření. Ve Voroněžské oblasti byly zrušeny všechny veřejné akce. Ruský prezident Vladimir Putin v ranním mimořádném projevu jednání Wagnerovy skupiny označil za vzpouru. Prigožin v odpovědi Putinovi odmítl označení za zrádce a prohlásil, že se nevzdá on ani jeho jednotky. Kolona o odhadnuté síle 5000 mužů pod velením Dmitrije Utkina, postupující po dálnici M4 dosáhla Lipecké oblasti, asi 100 km severně od Voroněže a pokračovala směrem k Moskvě. V časných odpoledních hodinách obsadila město Jelec. Síly věrné Putinovi přerušily některé komunikace v regionu bagry. Web Flightradar24, monitorující pohyb letadel, zaznamenal odlet jednoho z letounů užívaných Putinem při jeho oficiálních cestách, směrem na severozápad, ale jeho mluvčí Peskov uvedl, že Putin nebyl na jeho palubě a zůstal pracovat v Kremlu.
V odpoledních hodinách nicméně došlo za zprostředkování běloruského prezidenta Alexandra Lukašenka k uzavření dohody o smírném urovnání konfliktu a Wagnerova skupina se zavázala stáhnout zpět. Jiné body této smlouvy nebyly zveřejněny. Prigožin odvolal postup svých jednotek necelých 200 km od Moskvy a podle Kremlu odjel do Běloruska.

## Dozvuky
Po téměř dvoudenní odmlce se v pondělí 26. června Prigožin ozval na sociálních sítích, ale svoji pozici neupřesnil. Prohlásil, že „tažení jsme zahájili kvůli nespravedlnosti“ a že „cílem našeho pochodu nebylo svrhnout ruské vedení.“ Uvedl, že wagnerovci kvůli neshodám s ruským ministerstvem obrany chtěli původně ukončit 1. července svoji existenci a v Rostově na Donu na jihu Ruska předat ministerstvu obrany používanou armádní techniku.
Ruský premiér Michail Mišustin vyzval k jednotě a veřejné loajalitě vůči prezidentu Putinovi. Ministr obrany Sergej Šojgu byl ukázán na záběrech, jak navštívil předsunuté kontrolní stanoviště v okupované části Ukrajiny. Prezident Vladimir Putin veřejně vystoupil, ale o vzpouře se nezmínil, místo toho pochválil ruský průmysl. Ruský ministr zahraničí Sergej Lavrov v pondělí podle listu The Moscow Times řekl, že wagnerovci budou navzdory vzpouře dále působit v operacích v Mali a Středoafrické republice a že „členové Wagnerovy skupiny tam (v Africe) pracují jako instruktoři a jejich práce bude pokračovat“. Předseda parlamentního zákonodárného výboru Pavel Krašeninnikov uvedl, že ruské žoldnéřské skupiny už nebudou mít možnost verbovat trestance. Portál Vjorstka v pondělí uvedl, že wagnerovci by se měli přesunout do tábora pro asi osm tisíc lidí, jenž vzniká u běloruského města Asipovičy v Mohylevské oblasti asi 200 kilometrů od hranic s Ukrajinou. Štábu BBC s redaktorem Stevem Rosenbergem bylo povoleno tábor navštívit 7. července a byl prázdný. Video s ministrem obrany Sergejem Šojgujem, kde navštívil okupovanou část Ukrajiny, bylo označeno za podvrh.
Podle šéfa Hlavního ředitelství zpravodajské služby Ministerstva obrany Ukrajiny Kyrylo Budanova byla ruská FSB pověřena likvidací vůdce Wagnerovy skupiny Jevgenije Prigožina, ale není jasné zda takový úkol zvládne nebo bude chtít provést.
Mluvčí ruského prezidenta Dmitrij Peskov 10. července uvedl, že Prigožin byl mezi veliteli pozvanými do Kremlu 5 dní po zhroucení vzpoury.
Přesně dva měsíce po vzpouře za nevyjasněných okolností havarovalo letadlo s Prigožinem, Utkinem a dalšími wagnerovci na palubě. Všichni cestující na palubě zemřeli.
V listopadu 2023 byla Wagnerova skupina, nově vedená Pavlem Prigožinem, pětadvacetiletým synem Jevgenije Prigožina, převedena do podřízenosti Národní gardě Ruské federace.
O rok později, v roce 2024, Prigožinovem požadovaná čistka probíhá. Prigožin veřejně kritizoval za neschopnost a korupci Šojgua a Gerasimova a svaloval na ně vinu za ruská selhání na ukrajinském bojišti. Již došlo k odvolání ministra Sergeje Šojgu a dalších. Čeká se,[kdy?] zda dojde i k odvolání velitele generálního štábu Valerije Gerasimova.

## Reakce
- Mluvčí Národní bezpečnostní rady Adam Hodge prohlásil, že Spojené státy americké „sledují vývoj v Rusku a konzultují jej se svými spojenci a partnery“.[41]
- Šéf unijní diplomacie Josep Borrell uvedl, že spustil „centrum krizové reakce“ v návaznosti na blízké setkání unijních ministrů zahraničních zemí, kde proběhne následná koordinace. Zároveň navázal kontakt s ministry zahraničních věcí zemí G7 a ubezpečil, že na podpoře Ukrajiny se nadále nic nemění.[42]
- Ministr zahraničních věcí Jan Lipavský upozornil, že „s ohledem na probíhající vojenskou invazi na Ukrajinu a možnou hrozbu zhoršení bezpečnosti v zemi, zejména pro občany států EU a NATO, stále platí naše důrazné varování před cestami na území Ruské federace.“[43] Ministryně obrany Jana Černochová uvedla, že „po šestnácti měsících války na Ukrajině vede válku Rusko s Ruskem“ a že celá situace se jeví jako občanská válka.[44]
- Ukrajinský prezident Volodymyr Zelenskyj uvedl, že „vzpoura odhalila vnitřní slabost Ruska“ a že „kdo si zvolí cestu zla, zničí sám sebe“.[45]
- Ruský prezident Vladimir Putin v projevu k ruské veřejnosti označil vzpouru za „zradu“ a prohlásil, že povstání ohrožuje existenci samotného Ruska. Použil přitom přirovnání k ruské revoluci v roce 1917, ke které došlo, když Rusko bojovalo v první světové válce. Dále varoval před ztrátou území s odkazem na brestlitevskou mírovou smlouvu, kterou podepsalo vedení bolševiků s císařským Německem, a připomněl „tragédii“ následné ruské občanské války.[46] Putin vyzval ke zničení organizátorů povstání a tvrdil, že ruští vojáci postupu wagnerovců „hrdinně“ vzdorují. Vzpouru charakterizoval jako „bodnutí do zad“ uprostřed probíhající války se Západem, který se snaží zničit existenci Ruska jako státu.[47]
- Kazašský prezident Kasym-Žomart Kemeluly Tokajev v telefonickém rozhovoru s ruským prezidentem Putinem události označil za „vnitřní záležitost Ruska“.[48]
- Čínský ministr zahraničí Čchin Kang vyslovil 25. června „podporu Rusku při udržování vnitřní stability“.[49]
- Generální tajemník NATO Jens Stoltenberg uvedl, že akce žoldnéřů poukázala rizika jejich používání v konfliktu a na slabost ruského vedení.[34]